# ریگان رورد
ریگان رورد ((به انگلیسی: Raegan Revord)؛ زاده ۳ ژانویه ۲۰۰۸) بازیگر آمریکایی است. او بیشتر به خاطر بازی در نقش میسی کوپر در شلدون جوان شناخته می‌شود.

## زندگی
رورد متولد سن دیگو، کالیفرنیا است. او به همراه خانواده‌اش به لس آنجلس نقل مکان کرده‌است. رورد «گیاه‌خوار-طور» است. " در اوقات فراغت، به عنوان سفیر بیمارستان کودکان لس آنجلس به کارهای خیریه مشغول است. تا تاریخ ۲۰۱۹ والدینش حسابهای اجتماعی او را اداره می‌کردند

## حرفه
او بازیگری را از شش سالگی شروع کرد و با فیلم کوتاه Tortoise با بازی دیوید آرکت روی پرده سینما رفت. پیش از حضور در تلویزیون، ریگان در تبلیغات مختلف در مطبوعات ظاهر شد. در سال ۲۰۱۴ او در فصل ششم سریال خانواده امروزی قسمت «همسایه ما نمی‌شید» در نقش مگان ظاهر شد. در سال ۲۰۱۶، او در فصل هفتم آن سریال، قسمت «توفان»، در همان نقش ولی بدون دیالوگ ظاهر شد.
او در سریال‌های نت‌فلیکس گریس و فرانکی و به عنوان دختر باب ادنکیرک در سریال «باب و دیوید» حضور داشت. او در سریال معلمان در چند قسمت نقش داشت.
رورد تبلیغات تجاری متعددی از جمله یکی با جوئل مک‌هال برای اینترپرایس بازی کرد. او در فیلم ترسناک فوق طبیعی برفراز آرزو در نقش کلر جوان ظاهر شد.
در مارس ۲۰۱۷، رورد به عنوان میسی کوپر، خواهر دوقلوی شلدون در اسپین‌آف تئوری بیگ بنگ - شلدون جوان انتخاب شد. رورد لهجهٔ تگزاسی خود خود را با تماشای بازی لاری میت کالف که نسخه مسن تر مادر شخصیت او را در تئوری بیگ ینگبازی می. کرد، تمرین می‌کرد.